# Station Rajec Poduchowny
Station Rajec Poduchowny is een spoorwegstation in de Poolse plaats Rajec Poduchowny.